# اندیس عناصرفلزی کوه جانجانی جنوبی
عناصرفلزی کوه جانجانی جنوبی یک اندیس فلزی است که در حوالی شهر خونیک استان سیستان و بلوچستان قرار دارد و مادهٔ معدنی موجود در آن، عناصر فلزی است.سنگ میزبان این اندیس هورنفلس-هورنبلندپلاژیوکلازپورفیری است و دیرینگی آن به دوران پالئوسن-کرتاسه بالایی می‌رسد. در این اندیس، پاراژنز‌های مس-روی-سرب-نقره یافت می‌شوند.